# Crazylegs
Crazylegs ist eine US-amerikanische Filmbiografie aus dem Jahr 1953 über die Footballkarriere von Elroy Hirsch.

## Handlung
Nach dem Football-Meisterschaftsspiel zwischen den Los Angeles Rams und den Cleveland Braves trifft der Highschool-Trainer Win „Brock“ Brockmeyer seinen ehemaligen Schüler Elroy Hirsch auf dem leeren Spielfeld. Obwohl Elroy, der auf dem Höhepunkt seines Erfolges steht, gerade dazu beigetragen hat, das Spiel für die Rams zu gewinnen, fragt er sich, ob es an der Zeit ist, sich zur Ruhe zu setzen. Die beiden Männer schwelgen in Erinnerungen: An der Wausau High School in Wisconsin werden die sportlichen Talente von Elroy, einem schnellen Halfback mit ungewöhnlichem Gang, von Brock gefördert, und Elroys unermüdliche Hingabe an das Spiel führt dazu, dass er viele Rekorde in Wausau bricht. Nach seinem Abschluss bietet Elroy seinem kranken Vater Otto, einem Gießereiarbeiter, einen Job anzunehmen, aber seine Familie und Brock überzeugen ihn, eines der vielen Sportstipendien anzunehmen, die ihm angeboten werden. Um in der Nähe seiner Familie zu sein, besucht er die Universität von Wisconsin in Madison, wo sich auch seine treue Geliebte Ruth eingeschrieben hat. Da diese Institution ihm jedoch die geringste finanzielle Unterstützung bietet, muss Elroy einen Job annehmen, um seinen Lebensunterhalt zu bestreiten. Während seines ersten Studienjahres sieht die Studentin Ruth Elroy nur selten, denn seine Kurse, sein Training und sein Job sorgen für lange Tage. Trotz seines harten Zeitplans schafft es Elroy in die All-American-Auswahl und seine Nummer „40“ wird im Mittleren Westen berühmt. Die Reporter nennen ihn wegen seines ungewöhnlichen Laufstils bald „Crazylegs“. Nachdem er sich entschlossen hat, den Marines beizutreten, wechselt Elroy an die Universität von Michigan, um dort die Offiziersschule zu besuchen, und spielt weiterhin Football. Trotz eines schwachen Knöchels wird er erneut All-American. Da Ruth sich vernachlässigt fühlt und ihm nicht mehr schreibt, tritt Elroy dem Basketballteam bei, da dies die einzige Möglichkeit für ihn ist, einen Pass zu bekommen, um nach Madison zu gehen. Aus demselben Grund schließt er sich im Frühjahr dem Baseball- und dem Leichtathletik-Team an und wird so zum einzigen Mann, der in einem Jahr in vier wichtigen Sportarten einen Uni-Brief erhält. Als er mit nur sechs Stunden Vorlaufzeit von den Marines zum aktiven Dienst einberufen wird, ruft er Ruth an und bittet sie, auf ihn zu warten. Nach seiner Rückkehr aus dem Zweiten Weltkrieg macht er ihr einen Heiratsantrag, aber ihr Glück wird getrübt, als sein Vater einen Schlaganfall erleidet. Nach der Heirat nimmt Elroy am College-All-Star-Game in Chicago teil und wird als „MVP“ ausgezeichnet, was ihm einen Vertrag mit einem Profiteam, den Chicago Rockets, einbringt. Während eines Spiels erleidet er jedoch einen Schädelbruch und es wird angenommen, dass es mit dem Sport vorbei ist. Seine Weigerung, aufzugeben, beunruhigt Ruth, die inzwischen schwanger ist und Elroys absoluten Drang zu spielen nicht verstehen kann. Sie erwägt, ihn zu verlassen, aber Brock, der Elroys Spiele treu besucht hat, hilft ihr, Elroys einzigartige Gabe zu erkennen. Als die Los Angeles Rams Elroy einen Vertrag als Spieler anbieten, nimmt er ihn trotz anhaltender Kopfschmerzen an und arbeitet hart für ein Comeback. Während der Saison stellt Elroy neue NFL-Passfangrekorde auf und gewinnt den Preis für den „inspirierendsten Spieler“ der Rams, der von ehemaligen Teammitgliedern verliehen wird. Brock und Ruth sitzen auf der Tribüne, als die Rams die Chicago Bears schlagen und die World Championship gewinnen. Nach dem Spiel, während Brock und Elroy sich unterhalten, gesellt sich Ruth mit ihrem kleinen Sohn Win zu ihnen, der Brocks Patenkind und Namensvetter ist. Als eine Gruppe von Jungen Elroy um ein Autogramm bittet, vertraut Ruth, die mit Elroys Karriere zufrieden ist, Brock an, dass seine Fans noch nicht bereit sind, ihn aufzugeben.

## Produktion
Alle Football-Sequenzen sind aus Spielen entnommen, an denen Hirsch teilgenommen hat. Hall Bartlett hat den Film für 145.000 $ produziert.

### Titel
Während seiner Collegezeit (University of Wisconsin und University of Michigan) ermöglichte ihm sein unkonventioneller und dynamischer Laufstil zahlreiche Richtungswechsel. Die Medien gaben ihm den Spitznamen „Crazylegs“. Dieser Spitzname blieb ihm während seiner gesamten Karriere und seines Lebens erhalten. Der Film wurde im September 1953 unter dem Titel Crazylegs, All-American reviewed. In einem Los-Angeles-Daily-News-Artikel vom September 1953 berichtete der Kolumnist Howard McClay, dass sich ein großes Studio, vermutlich Universal, darüber beschwerte, dass Hall Bartletts Verwendung des Wortes „All-American“ im Titel seines Films möglicherweise ihre eigene, bald erscheinenden Produktion The All American schaden würde, und sie befürchteten eine Verwechslung der beiden Filme in der Öffentlichkeit.

## Veröffentlichung
Der Film wurde in Wausau, Wisconsin, Hirschs Heimatstadt, uraufgeführt.

## Auszeichnungen
Der Schnitt von Cotton Warburton wurde für den Oscar für den besten Filmschnitt nominiert.